# Fagus sylvatica tortuosa
Fagus sylvatica var. tortuosa Pépin, es una variedad de la familia de las hayas, del género Fagus. Conocidas en Francia como las   faux de Verzy, son un tipo de árboles curiosos y característicos que se encontraron en los bosques de Verzy, cerca de Reims (departamento de Marne, Francia). Se trata de un raro grupo cultivar de hayas europeas con menos de 1.500 ejemplares en Europa.
Esta única variedad natural de haya común de pequeña altura, tronco tortuoso, ramas retorcidas, encorvadas y pendulares le dan un aspecto particular, similar a un parasol. Su crecimiento es muy lento, extendiéndose más en anchura que en altura.
La palabra "fau" designa al haya en antiguo francés (plural: faux, diminutivo: fayet); que deriva del latín fagus, mientras que el término "hêtre" es de origen gérmanico.
Su nombre científico, Fagus sylvatica L. var. tortuosa, proviene de Pierre Denis Pépin, botánico que la describió en 1861.
La rareza de esta variedad está, probablemente, causada por una mutación y se puede encontrar en algunos rincones de Francia. Las más célebres son los faux de Verzy, atracción turística de la montaña de Reims y conocidas desde el siglo VI. Se encuentran, también, en Moselle (bosque de Rémilly), así como en Bretaña y algunos lugares de Europa, especialmente en Alemania y Escandinavia (Dinamarca). Recientemente una población relativamente importante (un centenar) ha sido descubierta en Auvernia, en la Cadena de Puys. (http://tortillard.fr).
Se pueden ver, también, en muchos jardines botánicos, en algunos parques públicos, e incluso comprarse en algunos viveros.
Asimismo existen otras variedades de árboles "retorcidos" de otras especies: robles, nogales, olmos, sauces.